# طمارين أسدي أسود
طمارين أسديّ أسود؛ طمارين الأسدي ذو اللون الأسود (الاسم العلمي:Leontopithecus chrysopygus)، والمعروف أيضا باسم طمارين الأسدي ذو الذيل الذهبي، وهو أحد أنواع قرود طمارين الأسدية، وهي متوطنة في البرازيل بولاية ساو باولو، على وجه الحصر تقريبا في حديقة مورو دو ديابو الحكومية. مداها الجغرافي المحدود يجعلها أندر قرود العالم الجديد، مع المعرفة القليلة عنها. كان يعتقد أنها انقرضت لمدة 65 عامًا حتى أعيد اكتشافها في عام 1970. في عام 2016، تم العثور على زوجين بالغين في الشرق، في محطة كايتيتوس البيئية، بعد ست سنوات بدون رؤيتها.
يقدر العدد الإجمالي للأفراد بحوالي 1000 قرد. يعتقد بعض الخبراء أن هذا تقدير مبالغ فيه، حيث أظهرت الدراسات الحديثة أن متوسط المساحة التي يسكنها طمارين الأسدي الأسود أقرب إلى 106 هكتار (260 أكر) من 66 هكتار (160 أكر) المقدرة سابقًا 66 هكتار (160 أكر). وعادة ما يوجد في مجموعات تصل من 4 إلى 9، يعيشون في الغابات الثانوية والأولية على طول محيط مجموعة من المنازل.
في المتوسط، يزن طول طمارين الأسدي الأسود ما بين 590–640 غرام (21–23 أونصة).

## حمية

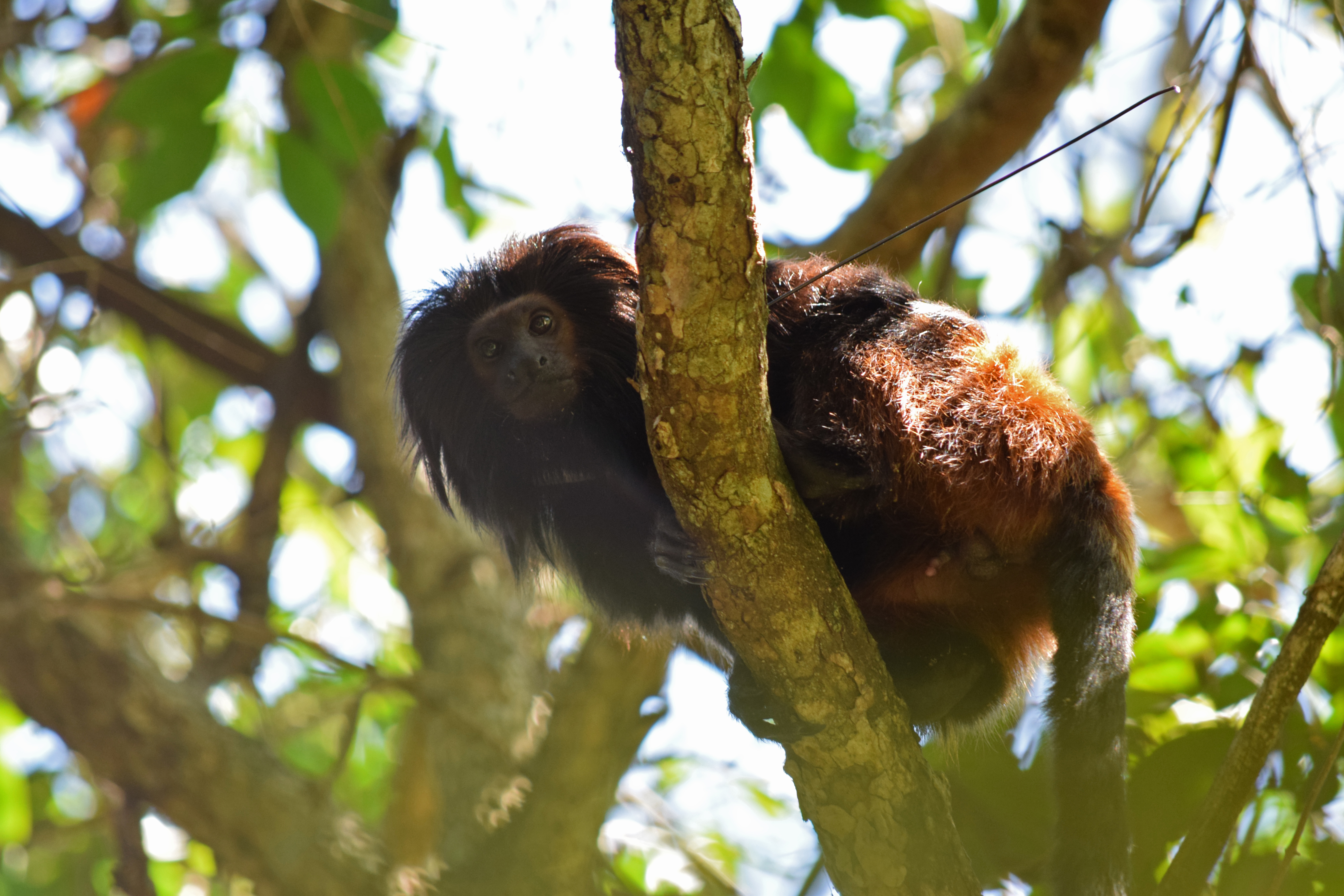
أسد الطمارين الأسود في البرازيل.

الحمية الغذائية طمارين الأسدي الأسود هي موسمية وتتنوعه مع الموائل التي تتحرك من خلالها. عندما يكون الطمارين في غابة الأراضي الجافة، فإنه عادة ما يأكل مجموعة متنوعة من الفواكه والثمار، بينما في بيئة المستنقعات يتغذي في الغالب على علكة ولحاء الأشجار المختلفة. بالإضافة إلى التباين الموسمي، يبحث طمارين الأسدي الأسود بشكل دوري يومياً وشهرياً عن المفضلات الغذائية.
بصرف النظر عن البيئة التي بعبشها، يمضي قرد الطمارين الأسدي الأسود فترات طويلة كل يوم في البحث عن أنواع مختلفة من الحشرات والعناكب لتتغذى عليها. في المتوسط، يقضي 80٪ من وقته في البحث عن الحشرات،  مثل البحث في أرضية الغابات. فهي تقضي فترات طويلة من الوقت في البحث تحت أوراق النخيل الجافة، وعن لحاء فضفاض، وفي تجاويف الأشجار  ويضع الطمارين نفسه في أعالي الأشجار حيث تواجد الحشرات المخبئة، وعادة ما يكون على بعد أربعة أمتار فوق أرضية الغابات.
يأكل طمارين الأسدي الأسود العلكة والفاكهة من الأشجار، ويصل ارتفاع هذه المغذيات إلى عشرة أمتار، حيث يتم العثور عليها بسهولة، يقضي الطمارين 12.8٪ من يومه في الحصول عليها، بدلاً من 41.2٪ من اليوم الذي يقضيه في البحث عن الحشرات في الأشجار العالية.

## النسل
تتزاوج الطمارين الأسدي الأسود خلال أشهر الربيع والصيف والخريف (أغسطس إلى مارس في البرازيل)  عادة ما يكون للإناث بطن واحد سنويًا للإنجاب، بالرغم من أن 20٪ من الإناث تنجب أثنين من الصغار سنويًا. و متوسط حجم البطن هو طفلان.
تنتج معظم الثدييات نسبة 50:50 من الذكور إلى الإناث. أما الطمارين الأسدي الأسود فتنجب دائمًا نسبة 60:40 من الذكور مقارنة بنسبة الإناث.
تحدث معظم وفيات الرضع لطمارين الأسدي الأسود خلال الأسبوعين الأولين من الولادة، مع انخفاض معدلات البقاء على قيد الحياة عند المواليد الجدد. ويزيد عدد حيوانات الطمارين الأسدي الأسود التي تبقى على قيد الحياة في مرحلة البلوغ في البرية بنسبة 10٪ مقارنة بالموجودين في الآسر.

### تقاسم الغذاء
خلال الأشهر القليلة الأولى بعد الولادة، لا يستطيع الرضيع الحصول على الطعام بمفرده. لهذا السبب، يركب الطفل على ظهر الوالد ويتلقى الطعام من الوالدين. يشرب الحليب لمدة 4 إلى 5 أسابيع بعد الولادة ؛ بعد ذلك، يتشارك الوالدان في منظومة اجتماعية مع أعضاء المجموعة الآخرون في إطعام الرضيع. تتضمن المشاركة كلاً من العروض المقدمة من الوالدين وسماح للرضيع بالتجول داخل المجموعة. عادة، حتى عمر 15 أسبوعًا تقريبًا، سيتلقى الرضيع غالبية طعامه (خاصة الحشرات) من الآخرين. عدد العروض المقدمة من أعضاء المجموعة تصل إلى 7 في الأسبوع ؛ بعد الأسبوع 15، مشاركة الطعام تتقاسم ببطء، وتتوقف في الأسبوع 26.

## الاتصالات
داخل قرود طمارين الأسدية، فأن طمارين الأسدي الأسود هي أكبر في الحجم ولديه أدنى نداءات ذو نغمة، وذلك باستخدام نداءات أطول من الأنواع الأخرى. يستخدم الأسدي الأسود النداءات للدفاع عن الأرض، والحفاظ على التماسك داخل المجموعة، واجتذاب الرفيق، والاتصال بالأفراد الذين قد يضيعوا. يمكن تسجيل معظم النداءات في الصباح، ويمكن أن يعزى إلى جمع شمل الأزواج والتزاوج. [بحاجة لتوضيح]

## الحالة والتهديدات

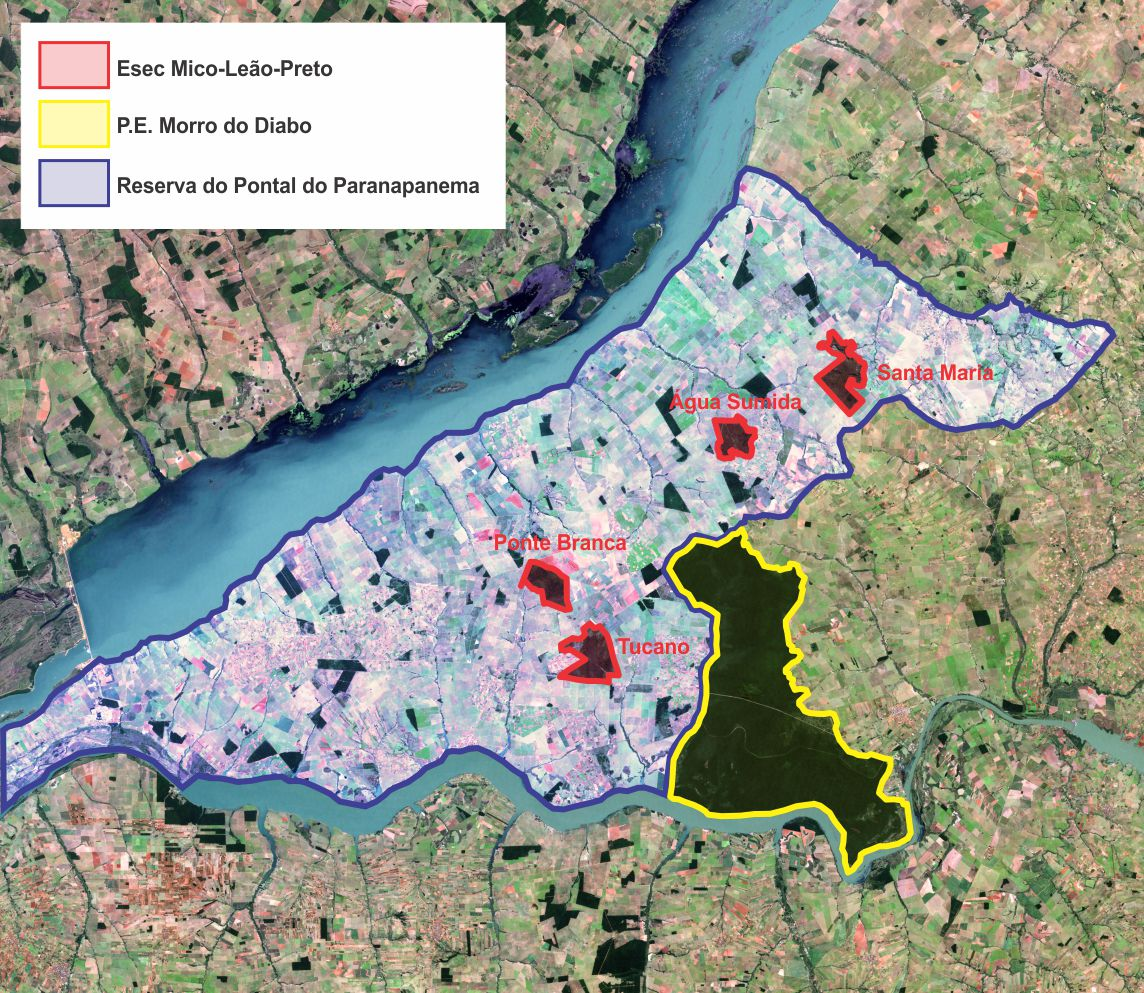
وحدات الحفاظ على طمارين الأسدي الأسود في ولاية ساو باولو. حديقة مورو دو ديابو الحكومية (الخط الأصفر) من أهم بقايا الغابات على طول توزيع هذه القرود. شظايا محطة ميكو لياو بريتو الإيكولوجية (الخط الأحمر) تحتوي أيضًا على مجموعات منها.

يُعتبر الطمارين الأسدي الأسود أكثر الأنواع المهددة بالانقراض داخل جنس طمارين الأسدية Leontopithecus، وقد سجل الاتحاد الدولي لحفظ الطبيعة تعدادها في انخفاض. التهديد الرئيسي ضدها هو تدمير موائلها من خلال إزالة الغابات، كما أنها مهددة أيضًا بالصيد في الغابات غير المحمية، مثل فازيندا و ريو كلارو وتوكانو (التي تضم حوالي 3.66 و فرد واحد لكل كيلومتر مربع على التوالي).
كانت هناك عدة محاولات لجلب الطمارين الأسود في الآسر ولإنقاذ القليل من الموائل التي تركوها داخل منتزه مورو دو ديابو، وكذلك لزيادة معدلات التكاثر. يمكن أن يتسبب انخفاض تعدادها في البرية إلى تحويل المنتزه مورو دو ديابو إلى مستوطنة كاملة لقرد الطمارين الأسد الأسود.

## روابط خارجية
- النطاق الجغرافي للالأسد الأسود tamarin